# William Roberts
Pour les articles homonymes, voir William Roberts (homonymie) et Roberts.
William "Bill" Roberts (né le 5 avril 1912 à Salford - mort le 5 décembre 2001 à Timperley) est un athlète britannique spécialiste du 400 mètres. 

## Biographie
Bill Roberts s'illustre durant l'année 1934 en remportant, sous les couleurs de l'Angleterre, la médaille d'argent du 440 yards des Jeux de l'Empire britannique, devancé par son compatriote Godfrey Rampling. Vainqueur des Championnats britanniques de l'Amateur Athletic Union (AAA) en 1935, il est sélectionné dans l'équipe du Royaume-Uni pour participer aux Jeux olympiques de 1936. À Berlin, Roberts échoue au pied du podium du 400 m mais s'adjuge en fin de compétition le titre olympique du relais 4 × 400 m aux côtés de Frederick Wolff, Godfrey Rampling et Godfrey Brown. Il remporte son deuxième titre national en 1937 et décroche deux médailles lors des Jeux de l'Empire britannique de 1938, l'or sur 440 yards et l'argent au titre du relais 4 × 440 yards.
Mobilisé durant la Seconde Guerre mondiale au sein de la Royal Air Force, il poursuit sa carrière d'athlète dès 1946 en se classant cinquième du 400 m et deuxième du relais 4 × 400 m des Championnats d'Europe d'Oslo. Désigné capitaine de l'équipe d'athlétisme britannique lors des Jeux olympiques de 1948, William Roberts est éliminé dès les séries de l'épreuve individuelle et se classe quatrième de la finale du 4 × 400 m.
Après mis un terme à sa carrière d'athlète en 1949, Bill Roberts devient journaliste au Manchester Evening News.

## Palmarès
| Date | Compétition                  | Lieu    | Résultat | Discipline    |
| ---- | ---------------------------- | ------- | -------- | ------------- |
| 1934 | Jeux de l'Empire britannique | Londres | 2e       | 440 yards     |
| 1936 | Jeux olympiques              | Berlin  | 4e       | 400 m         |
| 1936 | Jeux olympiques              | Berlin  | 1er      | 4 × 400 m     |
| 1938 | Jeux de l'Empire britannique | Sydney  | 6e       | 220 yards     |
| 1938 | Jeux de l'Empire britannique | Sydney  | 1er      | 440 yards     |
| 1938 | Jeux de l'Empire britannique | Sydney  | 2e       | 4 × 440 yards |
| 1946 | Championnats d'Europe        | Oslo    | 2e       | 4 × 400 m     |
| 1948 | Jeux olympiques              | Londres | 4e       | 4 × 400 m     |

## Sources
- Peter Matthews (Ed): Athletics 2002 Worcester 2002  (ISBN 1-899807-13-6)
- Bob Phillips: Honour of Empire Glory of Sport - The History of Athletics at The Commonwealth Games, Manchester 2000  (ISBN 1-903158-09-5)